# Brothers in Arms (pjesma)
"Brothers in Arms" je pjesma sastava Dire Straits iz 1985., objavljena na istoimenom albumu. Ponovno je objavljena 2007. da bi se obilježila 25. godišnjica rata na Malvinima.

## Povijest
Postoje snimljene dvije studijske inačice ove pjesme: albumska koja je duga 6:55 minuta, i kraća verzija (6:05) na kojoj se mogu čuti kraće solo dionice na početku i kraju pjesme. Inačica koja se pojavljuje na Dire Straitsovom albumu najboljih hitova, The Very Best of Dire Straits, je duga 4:55. Na inačici pjesme na live albumu On the Night može se čuti ekstra solo i duga je 8:55. Studijska inačica pjesme (6:55) nalazi se na kompilacijskom albumu iz 2005. godine Private Investigations: The Best of Dire Straits & Mark Knopfler.
Mark Knopfler je obično svirao ovu pjesmu na Gibson Les Paul gitari, rađe nego na Schecter "Stratocaster" gitari koju je obično svirao, a Les Paul se pojavljuje na videu za ovu pjesmu, koji je napravljen kao mješavina crteža sastava napravljenih ugljenim bojama i ratnih prizora. Tijekom turneje "On Every Street" 1992., Knopfler je koristio svoju Pensa-Suhr gitaru svirajući ovu pjesmu.
Ovo je bila prva pjesma ikada objavljena na CD-u, a objavljena je u Ujedinjenom Kraljevstvu 1985.

## Glazbeni video
Glazbeni video ove pjesme prikazuje nastup sastava zajedno izmiješan s prizorima iz Prvog svjetskog rata. U prvih nekoliko sekundi video spota, može se vidjeti animacija iz pjesme Money for Nothing s istoimenog albuma. Video je bio u kontrakstu s modernim videom za pjesmu "Money for Nothing", klasičnog izgleda, s crno bijelim slikama.
Pjesma je bila vrlo popularna i poznata u Hrvatskoj tijekom Domovinskog rata našavši se na snimku "Banijska praskozorja" Gordana Lederera, naknadno montiranim poslije njegove pogibije.

## Ljestvice
| Ljestvice (1985./88.)     | Najbolji plasman |
| ------------------------- | ---------------- |
| UK Singles Chart          | 16               |
| Irish Singles Chart       | 10               |
| Dutch Top 40              | 59               |
| Australian Singles Chart  | 57               |
| New Zealand Singles Chart | 5                |